# Олд-Бруквілл (Нью-Йорк)
Олд-Бруквілл (англ. Old Brookville) — селище (англ. village) в США, в окрузі Нассау штату Нью-Йорк. Населення — 2020 осіб (2020).

## Географія
Олд-Бруквілл розташований за координатами 40°50′11″ пн. ш. 73°36′18″ зх. д. / 40.83639° пн. ш. 73.60500° зх. д. (40.836470, -73.605108).  За даними Бюро перепису населення США в 2010 році селище мало площу 10,36 км², з яких 10,36 км² — суходіл та 0,00 км² — водойми.

## Демографія
Згідно з переписом 2010 року, у селищі мешкали 2134 особи в 669 домогосподарствах у складі 576 родин. Густота населення становила 206 осіб/км².  Було 720 помешкань (70/км²).
Расовий склад населення:
| - 82,9 % — білих - 11,2 % — азіатів - 2,0 % — чорних або афроамериканців - 2,0 % — осіб інших рас |

До двох чи більше рас належало 1,9 %. Частка іспаномовних становила 5,7 % від усіх жителів.
За віковим діапазоном населення розподілялося таким чином: 27,1 % — особи молодші 18 років, 55,6 % — особи у віці 18—64 років, 17,3 % — особи у віці 65 років та старші. Медіана віку мешканця становила 45,2 року. На 100 осіб жіночої статі у селищі припадало 102,5 чоловіків;  на 100 жінок у віці від 18 років та старших — 102,1 чоловіків також старших 18 років.
Середній дохід на одне домашнє господарство  становив 309 353 долари США (медіана — 194 205), а середній дохід на одну сім'ю — 335 067 доларів (медіана — 213 333). За межею бідності перебувало 3,8 % осіб, у тому числі 3,5 % дітей у віці до 18 років та 0,7 % осіб у віці 65 років та старших.
Цивільне працевлаштоване населення становило 982 особи. Основні галузі зайнятості: освіта, охорона здоров'я та соціальна допомога — 22,9 %, фінанси, страхування та нерухомість — 18,9 %, науковці, спеціалісти, менеджери — 16,4 %.